# Klen u Svaté Magdalény
Klen u Svaté Magdalény roste v lokalitě Svatá Magdaléna v nadmořské výšce 895 m, v katastrálním území města Volary v okrese Prachatice. Javor klen je památný strom registrovaný pod číslem 102787 AOPK.

## Základní údaje
- název: Klen u Svaté Magdalény
- druh: javor klen (Acer pseudoplatanus L.)[2]
- obvod: 375 cm[2]
- výška: 20 m[2]
- ochranné pásmo: v průmětu koruny[2]
- památný strom ČR: od 1. prosince 1990[2]
- umístění: kraj Jihočeský, okres Prachatice, obec Volary

## Stav stromu
Strom odumírá, živé jsou jen dvě větve. Větší část stromu je bez kůry.

## Památné stromy v okolí
- Lípy ve Svaté Magdaléně
- Alej Zlatá stezka
- Volarský jilm

## Galerie

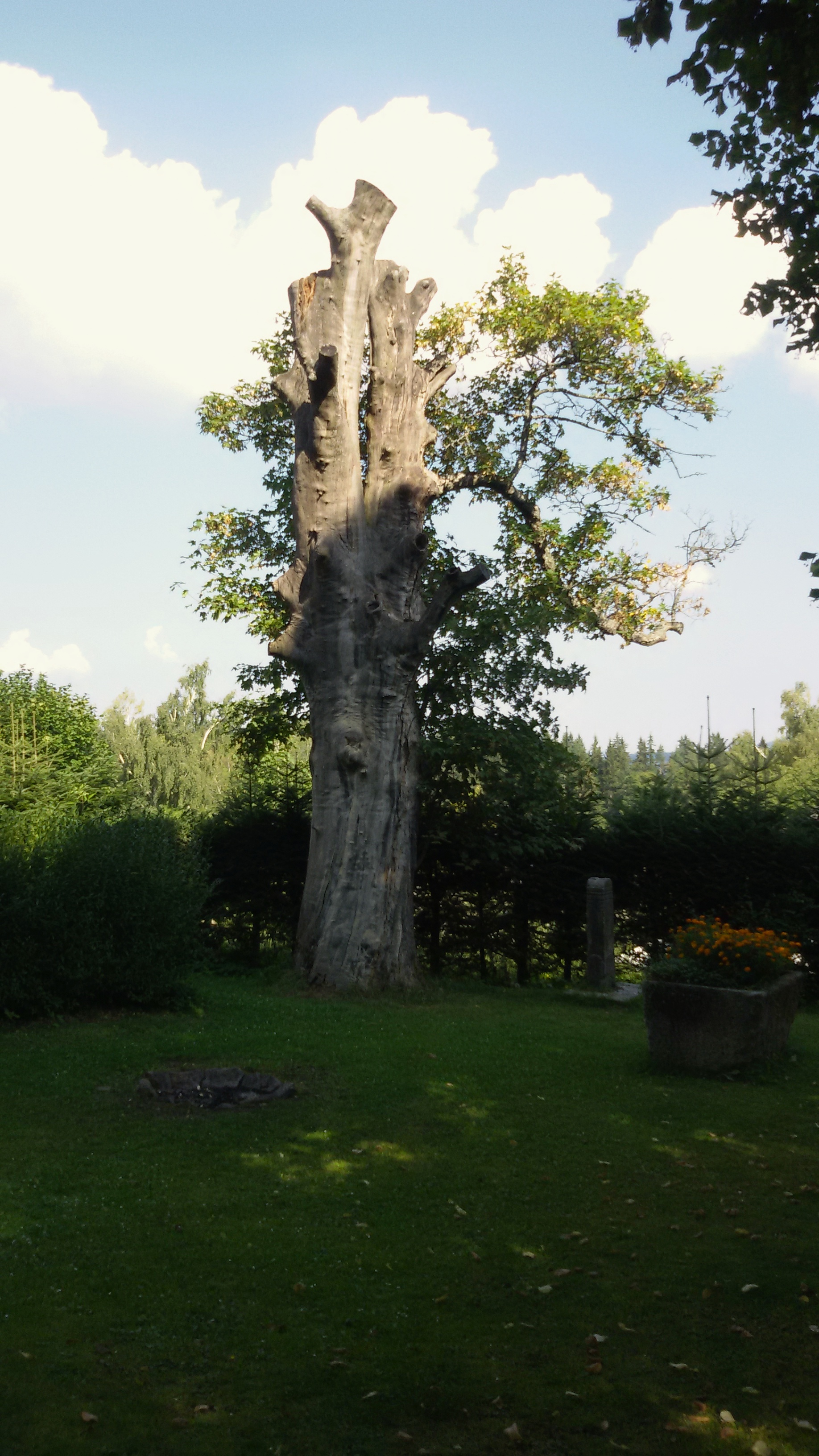
Pohled od jihu
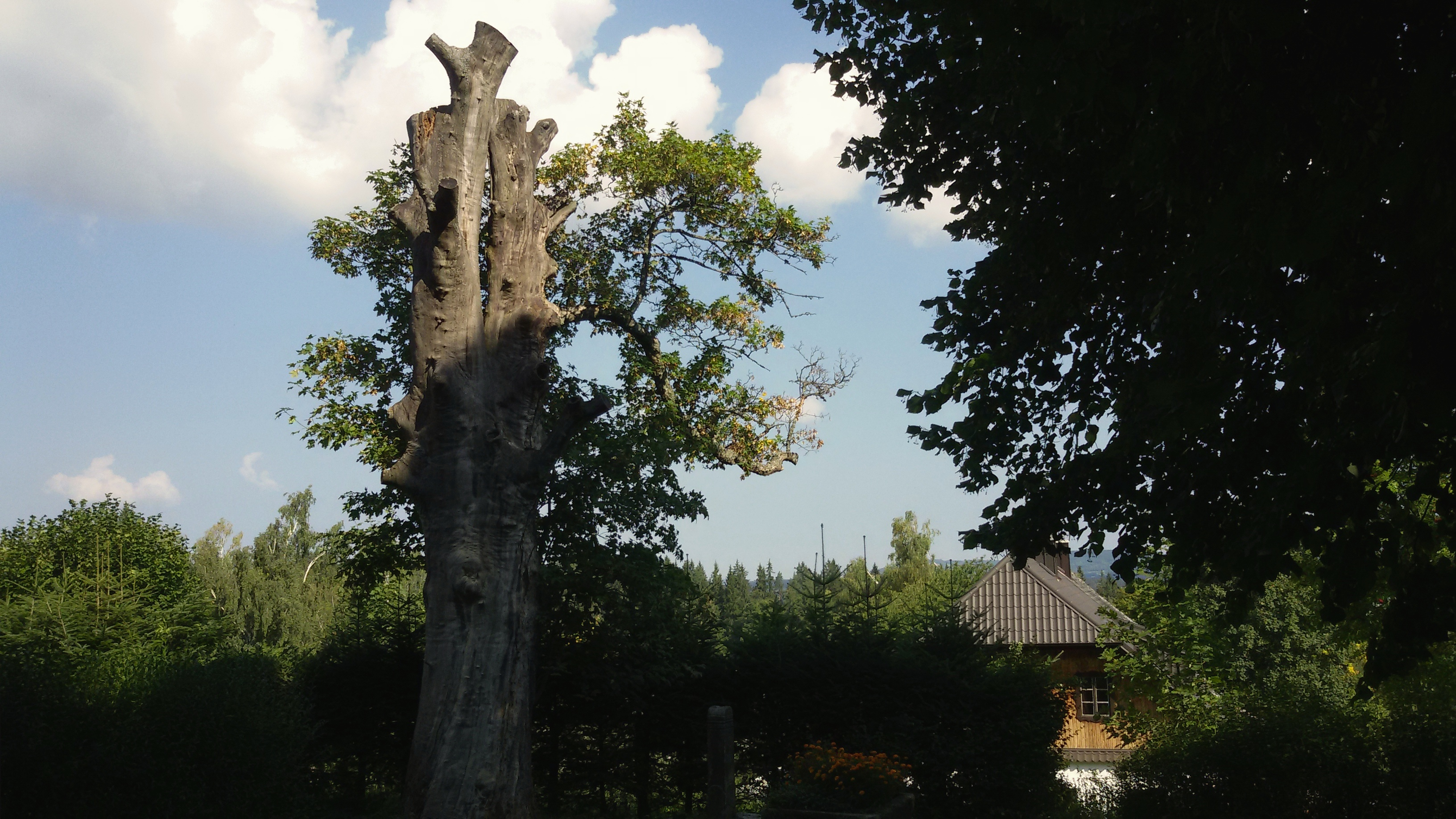
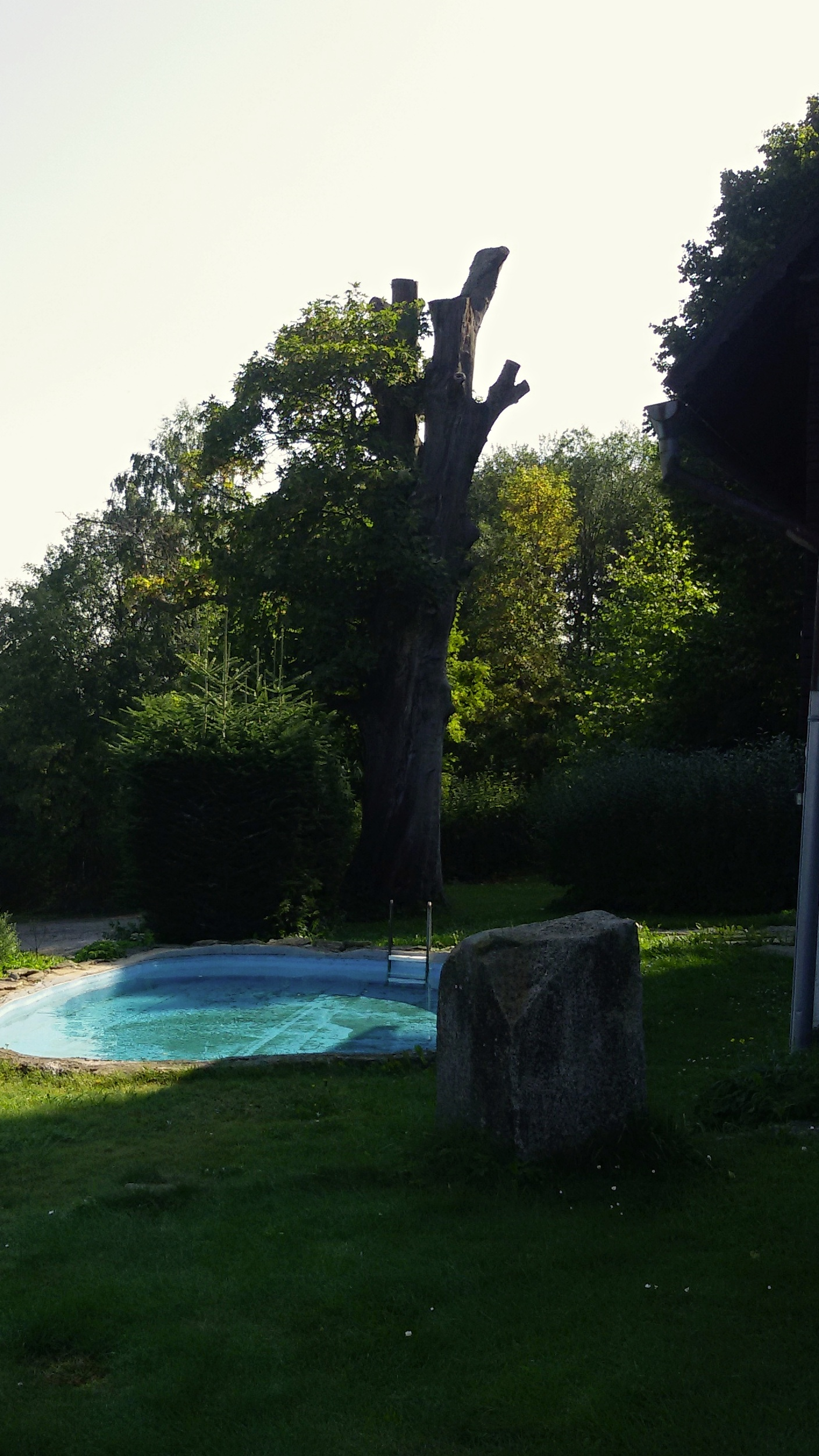
Pohled od západu